# 尧庙
尧庙，位于山西省临汾市尧都区南郊尧庙镇尧庙村，是中华人民共和国山西省文物保护单位之一。

## 历史
尧庙历史上经历过多次的重修。临汾尧庙始建于西晋，原在汾河西岸。唐显庆三年（658年）迁至汾河东岸现址。元初彻底重建，历时四年，“耽耽翼翼，俨然帝王之居”。元大德七年（1303年）大地震中寺庙尽毁。泰定元年（1324年）重建。明朝大规模增修。清康熙三十四年（1695年）平阳大地震中，“堞垣俱坏”。重修历时14年。清末被烧毁后于光绪十七年（1891年）重建。内战期间，晋军梁培璜部为备战拆除了正殿广运殿。五凤楼（天光阁）得以幸存，高三层、19米，重檐歇山顶。
1965年5月24日，尧庙公布为第一批山西省文物保护单位，古建筑及历史纪念建筑物类，编号1-115。
1984年，山西古建筑保护研究所专家冯冬青按照仿明风格，在原破旧古殿基础上主持修复了正殿广运殿。1987年7月完工。
1998年4月4日晨4时许，广运殿发生纵火事件，至上午9时大火被扑灭，大殿已坍塌，殿内塑像已被烧毁。1999年复建。 　 

## 建筑
尧庙建筑群包括广运殿、虞舜殿、大禹殿、五凤楼、尧舜禹三座宫门、寝宫、尧典壁廊、尧字壁廊、祭祖堂、仪门、钟鼓楼、尧井台、龙凤之脉等。
广运殿建筑面积2400余平米，高23米，面阔43米，进深26.3米，工程造价为105万元（1983年造价）。重檐歇山顶，绿色琉璃瓦饰边。殿内有42根高12米的通顶立柱。殿内尧王像高达2.8米。殿前为尧井。
广运殿前庭院四角有四株奇树，分别是柏抱楸、柏抱槐、鸣鹿柏、夜笑柏。四株古柏树龄均在1600年至2000年之间以上。广运殿台阶下竖立着一丈多高的诽谤木，及敢谏之鼓。
　　